# Giuseppe Tosi
Giuseppe Tosi (* 25. Mai 1916 in Borgo Ticino, Novara; † 10. Juli 1981) war ein italienischer Leichtathlet. Tosi hatte bei einer Körpergröße von 1,93 m ein Wettkampfgewicht von 125 kg.
Giuseppe Tosi war ein exzellenter Diskuswerfer, der das Pech hatte, stets im Schatten seines Landsmannes Adolfo Consolini zu stehen. Bei den Olympischen Spielen 1948 gewann er mit 51,78 m Silber. Auf den Sieger Consolini hatte er einen Meter Rückstand, auf den Dritten, den US-Amerikaner Fortune Gordien einen Meter Vorsprung. Vier Jahre später bei den Spielen 1952 belegte Tosi mit 49,03 m Platz 8.
Bei Europameisterschaften konnte Tosi dreimal hintereinander die Silbermedaille gewinnen. 1946 hatte er mit 50,39 m zwar fast drei Meter Rückstand auf Consolini aber auch zwei Meter Vorsprung auf den drittplatzierten Finnen Veikko Nyqvist mit 48,14 m. 1950 lag er mit 52,31 m nur noch anderthalb Meter hinter Consolini. Dafür hatte er auf den drittplatzierten Finnen Olli Partanen fast vier Meter Vorsprung. 1954 wurde es dann knapper: Mit 52,34 m lag Tosi nur einen Meter hinter Consolini aber auch nur 50 Zentimeter vor dem drittplatzierten József Szécsényi aus Ungarn.
Seit 1939 war Giuseppe Tosi bei den Carabinieri in Rom. Für die Carabinieri, die in Italien eine wichtige Rolle in der Förderung des Leistungssports spielen, war Tosi der erste Gewinner einer olympischen Medaille.